# Felice Regano

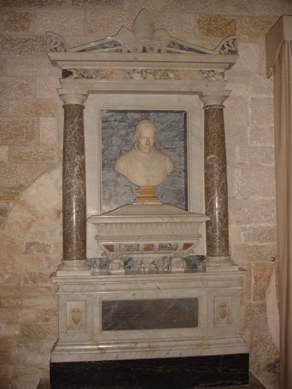
Busto in marmo dell'arcivescovo Felice Regano

Felice Regano (Andria, 5 giugno 1786 – Catania, 30 marzo 1861) è stato un arcivescovo cattolico italiano.

## Biografia
Dopo aver compiuto gli studi nel seminario vescovile di Andria, nel quale fu pure lettore e poi esaminatore prosinodale, fu ordinato sacerdote il 16 giugno 1816 diventando poi vicario capitolare della diocesi.
Fu "presentato" vescovo di Catania da Ferdinando II il 15 maggio 1839; il 25 giugno con breve apostolico di papa Gregorio XVI fu insignito del titolo di dottore in teologia; il 2 settembre venne consacrato vescovo a Roma dal cardinale Emmanuele De Gregorio.
Sebbene fosse in buoni rapporti con il re Ferdinando II, non solidarizzò con la sua politica repressiva del 1849-1860.
Durante il suo episcopato, il 20 marzo 1861, la diocesi di Catania venne elevata a sede arcivescovile, con decreto della congregazione concistoriale del 4 settembre 1859. Fu quindi per pochi giorni il primo arcivescovo di Catania, privilegiato del "pallio", pur essendo allora e fino al 2000 un'arcidiocesi non metropolitana. Morì a Catania il 30 marzo 1861.
Il suo sepolcro è conservato nella cattedrale di Andria, sua città natale: si tratta di un monumento con un sarcofago marmoreo collocato vicino al portale che reca l'iscrizione: "A Felice Regano - cittadino di Andria - Arcivescovo di Catania - in questo Tempio - del quale fu ministro e decoro - inaugurasi monumento marmoreo sedici anni dopo la morte ».

## Genealogia episcopale e successione apostolica
La genealogia episcopale è:
- Cardinale Scipione Rebiba
- Cardinale Giulio Antonio Santori
- Cardinale Girolamo Bernerio, O.P.
- Arcivescovo Galeazzo Sanvitale
- Cardinale Ludovico Ludovisi
- Cardinale Luigi Caetani
- Cardinale Ulderico Carpegna
- Cardinale Paluzzo Paluzzi Altieri degli Albertoni
- Papa Benedetto XIII
- Papa Benedetto XIV
- Papa Clemente XIII
- Cardinale Marcantonio Colonna
- Cardinale Giacinto Sigismondo Gerdil, B.
- Cardinale Giulio Maria della Somaglia
- Cardinale Emmanuele De Gregorio
- Arcivescovo Felice Regano

La successione apostolica è:
- Vescovo Martino Orsino (1844)